# Nan Gindele

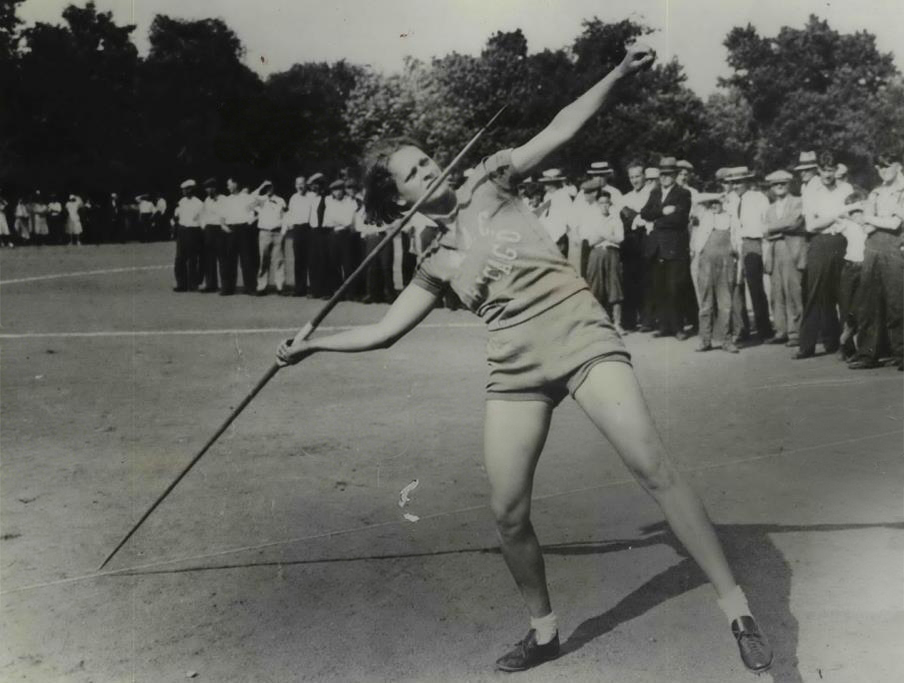
Nan Gindele in 1932

Nan Gindele (eigentlich Ferdinanda Gindele, verheiratete Bauman; * 5. August 1910 in Chicago; † 26. März 1992 in Barrington, Illinois) war eine US-amerikanische Speerwerferin.
Bei den Olympischen Spielen 1932 in Los Angeles wurde sie Fünfte.
Am 18. Juni 1932 stellte sie in Chicago mit 46,745 m einen Weltrekord auf, der zehn Jahre lang Bestand hatte.
1933 wurde sie US-amerikanische Meisterin.